# Paralimnophila euchroma
Paralimnophila euchroma är en tvåvingeart som först beskrevs av Walker 1861.  Paralimnophila euchroma ingår i släktet Paralimnophila och familjen småharkrankar. Inga underarter finns listade i Catalogue of Life.